# Colonia el Paraíso, Guerrero
Colonia el Paraíso är en ort i Mexiko.   Den ligger i kommunen Tlapa de Comonfort och delstaten Guerrero, i den sydöstra delen av landet, 220 km söder om huvudstaden Mexico City. Colonia el Paraíso ligger 1 076 meter över havet och antalet invånare är 103.
Terrängen runt Colonia el Paraíso är huvudsakligen kuperad. Colonia el Paraíso ligger nere i en dal. Runt Colonia el Paraíso är det ganska tätbefolkat, med 86 invånare per kvadratkilometer. Närmaste större samhälle är Tlapa de Comonfort, 3,0 km öster om Colonia el Paraíso. I omgivningarna runt Colonia el Paraíso växer huvudsakligen savannskog.